# アルフレッド大王 (映画)
『アルフレッド大王』（原題：Alfred the Great）は、1969年制作のイギリスの映画。
9世紀、イングランド七王国のウェセックス王で、デーン人の侵攻から国を守ったアルフレッド大王を描いた歴史映画。
タイトルは『英国最大の戦い アルフレッド大王』との表記もある。

## あらすじ
870年、ヴァイキングのデーン人はイングランドに侵攻し、その大部分を支配下に治め、その難を免れたのは最南の王国ウェセックスだけとなっていた。
やがて、そのウェセックスもデーン人の侵攻にさらされるが、国王のエゼルレッドは病弱で、軍隊の士気も上がらなかった。そこで重臣のアセルスタンは、王の弟で勇敢なアルフレッド（のちのアルフレッド大王）に抗戦の指揮を依頼する。
聖職に就こうと思っていたアルフレッドだったが、アッサー牧師の口添えもあって、その依頼を引き受けた。アルフレッドの指揮のもと、ウェセックス軍はデーン人を撃退。それを聞いた隣国の王ビューラドは、ウェセックスと力を合わせて戦おうと、娘のエールスウィズを伴ってやって来た。アルフレッドはエールスウィズと恋に落ちた。
やがて王位についたアルフレッドはデーン人との休戦を策し、エールスウィズを人質に送った。しかし、やがて劣勢に陥ってしまう。
アルフレッドは野盗の首領ロジャーの助けを得て、エールスウィズと息子を救い出した。これに怒ったグートルムは直ちに軍勢を率い、アルフレッドも貴族や野盗を統合して最後の決戦に臨む。

## キャスト
- アルフレッド大王：デヴィッド・ヘミングス
- グートルム：マイケル・ヨーク
- エールスウィズ：プルネラ・ランサム
- アッサー：コリン・ブレイクリー
- アセルスタン：ジュリアン・グローヴァー
- ロジャー：イアン・マッケラン[3]
- エゼルレッド (ウェセックス王)：アラン・ドビー
- ビューラド王：ピーター・ヴォーン
- ヴィヴィエン・マーチャント
- ジム・ノートン
- マイケル・ビリントン
- シニード・キューザック